# شاهان پارس

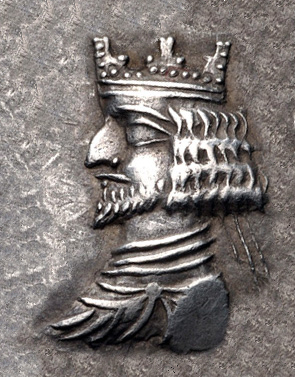
سکه‌ای از یکی از شاهان پارس با نام اردشیر. در شمارش شاهانی که از سقوط هخامنشیان تا ظهور ساسانیان بر پارس حکومت کردند، این شاه اردشیر دوم به حساب می‌آید.

شاهان پارس اشاره به پادشاهانی نیمه مستقل دارد که پس از پنج فرترکه از حدود ۲۳۰ پیش از میلاد تا ۲۱۰ پس از میلاد، بر منطقه شاهک‌نشین پارس، در جنوب ایران، حکومت کردند. این پادشاهان، فرمانروای اشکانی را به عنوان شاهنشاه خود به رسمیت می‌شناختند؛ با این حال در نهایت یکی از آن‌ها (اردشیر بابکان) شورشی را علیه آخرین شاهنشاه اشکانی اردوان پنجم رهبری کرد و شاهنشاهی ساسانی را بنیان نهاد.

## فهرست
| نام | نام                             | دوران                              | سکه | نسبت با پادشاه پیشین                  | یادداشت                                           |
| --- | ------------------------------- | ---------------------------------- | --- | ------------------------------------- | ------------------------------------------------- |
| ۱   | دارایان یکم                     | سال‌های پایانی قرن دوم پیش از میلاد |     | ؟                                     | دست‌نشانده اشکانیان                                |
| ۲   | وادفراداد سوم                   | سده اول پیش از میلاد               |     | ؟                                     | دست‌نشانده اشکانیان                                |
| ۳   | دارایان دوم                     | سده اول پیش از میلاد               |     | پسر وادفرداد سوم                      | دست‌نشانده اشکانیان                                |
| ۴   | اردشیر دوم                      | سده اول پیش از میلاد               |     | پسر دارایان دوم                       | دست‌نشانده اشکانیان؛ توسط برادرش وهشیر یکم کشته شد |
| ۵   | وهشیر یکم                       | سده اول پیش از میلاد               |     | پسر دارایان دوم                       | دست‌نشانده اشکانیان                                |
| ۶   | پاکور یکم                       | سده اول میلادی                     |     | پسر وهشیر یکم                         | دست‌نشانده اشکانیان                                |
| ۷   | پاکور دوم                       | سده اول میلادی                     |     | ؟                                     | دست‌نشانده اشکانیان                                |
| ۸   | نامبد                           | سده اول میلادی                     |     | پسر اردشیر دوم                        | دست‌نشانده اشکانیان                                |
| ۹   | نپاد                            | سده اول میلادی                     |     | پسر نامبد                             | دست‌نشانده اشکانیان                                |
| ۱۰  | ناشناس                          | سده اول میلادی                     |     | ؟                                     | دست‌نشانده اشکانیان                                |
| ۱۱  | وادفراداد چهارم                 | سده دوم میلادی                     |     | ؟                                     | دست‌نشانده اشکانیان                                |
| ۱۲  | منوچهر یکم                      | سده دوم میلادی                     |     | ؟                                     | دست‌نشانده اشکانیان                                |
| ۱۳  | اردشیر سوم                      | سده دوم میلادی                     |     | پسر منوچهر یکم                        | دست‌نشانده اشکانیان                                |
| ۱۴  | منوچهر دوم                      | سده دوم میلادی                     |     | پسر اردشیر سوم                        | دست‌نشانده اشکانیان                                |
| ۱۵  | پاکور سوم                       | سده دوم میلادی                     |     | ؟                                     | دست‌نشانده اشکانیان                                |
| ۱۶  | منوچهر سوم                      | سده دوم میلادی                     |     | پسر منوچهر دوم                        | دست‌نشانده اشکانیان                                |
| ۱۷  | اردشیر چهارم                    | سده دوم میلادی                     |     | پسر منوچهر سوم                        | دست‌نشانده اشکانیان                                |
| ۱۸  | وهشیر دوم                       | ۲۰۶–۲۱۰ میلادی                     |     | ؟                                     | دست‌نشانده اشکانیان؛ آخرین شاه دودمان بازرنگی      |
| ۱۹  | شاپور                           | سده سوم میلادی                     |     | برادر اردشیر یکم ساسانی               | دست‌نشانده اشکانیان                                |
| ۲۰  | اردشیر پنجم (اردشیر یکم ساسانی) | سده سوم میلادی                     |     | نخستین شاهنشاه ایران از دودمان ساسانی | دست‌نشانده اشکانیان                                |